# Nicolás D'Agostino
Nicolás D'Agostino (Buenos Aires, 24 de noviembre de 1982) es un actor y director de teatro argentino.
Es recordado por sus participaciones en las telenovelas 1/2 falta, Sos mi vida, Patito feo, entre otras.

## Carrera
En televisión pudo lucirse en varias tiras infantiles, siempre con roles de reparto como fue en Chiquititas con Romina Yan, Fernán Mirás y Facundo Arana; 1/2 falta donde encarnó al rebelde alumno Miguel Perrone; Sos mi vida, en el papel de Tony, tira protagonizada por Natalia Oreiro y Facundo Arana; Patito feo con Juan Darthés, Griselda Siciliani, Laura Esquivel y Brenda Asnicar; y la coproducción Argentina- Mexicana, Sueña conmigo, con Eiza González y Santiago Ramundo; entre otros.
En cine participó en la película debuta con Dibu, la película (1997), protagonizada por Germán Krauss, Stella Maris Closas y Alberto Anchart; Un día en el paraíso, en el 2003, protagonizada por Guillermo Francella y Araceli González. Posteriormente, en el 2010, trabaja en el filme Desbordar, con Fernán Mirás y Carlín Calvo. En el 2012 trabaja en el cortometraje para internet llamado Mamá soy gay con Alejandra Darín y Julia Calvo. Se trató de cortometrajes de siete minutos que buscan, además de enfrentarnos con nuestros tabúes como sociedad, a ayudar a las personas a compartir con sus seres queridos su elección de vida.
Entre sus trabajos en teatro se cuentan Patito feo: La historia más linda en el Teatro durante las temporadas 2007 y 2008; El mejor país del mundo (El mejor país del mundo) junto a Georgina Barbarossa; Amanda y Eduardo (Amanda y Eduardo) en el Teatro General San Martín; (¿Por qué ciegos?); La demostración del amor de los niños (El espectáculo de los chicos enamorados); Alan y Leo (Alan y El León); y Convivencia obligada, estrenada en el 2014 en el Teatro La Casona, con autoría y dirección de Ernesto Medela.

## Filmografía

### Cine
| Año  | Título               | Rol                   | Dirección              | Notas        |
| ---- | -------------------- | --------------------- | ---------------------- | ------------ |
| 2012 | Mamá soy gay         | Adlfredo Criso        | Sofía Elliot           | Cortometraje |
| 2010 | Desbordar            | Adlfredo Criso        | Alex Tossenberger      | Reparto      |
| 2003 | Un día en el paraíso | Adolescente en el bar | Juan Bautista Stagnaro | Reparto      |
| 1997 | Dibu, la película    | Chico en la carrera   | Carlos Olivieri        | Reparto      |

## Televisión
| Año       | Título                | Rol                                            | Canal       | Notas                                  |
| --------- | --------------------- | ---------------------------------------------- | ----------- | -------------------------------------- |
| 2012      | Venganza              | Federico Goles                                 | Canal Trece | Reparto principal                      |
| 2010      | Sueña conmigo         | Joaquín 'Joaco' De Laseras                     | Nickelodeon | Reparto principal                      |
| 2007/2008 | Patito feo            | Francisco Chicho Ginóbili / Eugenio Barcarolli | Canal 13    | Reparto principal                      |
| 2006/2007 | Sos mi vida           | Tony                                           | Canal 13    | Reparto principal                      |
| 2005      | 1/2 falta             | Miguel Perrone                                 | Canal 13    | Reparto principal                      |
| 2005      | Paraíso rock          | Vito                                           | Canal 9     | Reparto principal                      |
| 2004      | Culpable de este amor | Gael                                           | Telefé      | Participación especial                 |
| 2003      | Los simuladores       | Diego                                          | Telefé      | En el episdodio: El debilitador social |
| 1997      | Chiquititas           | Lalo                                           | Telefé      | Participación especial                 |
| 1995      | Amigovios             | Beto                                           | Canal 13    | Participación especial                 |

## Teatro
- 2014: Convivencia obligada, con Lucas Dyckmans, Corine Fonrouge, Damián Romero y Nicolás Sosa.
- 2012: Herencia compartida, con Natalie Pérez, Gastón Soffritti, Tupac Larriera, Lola Morán, Rodrigo Fernández y Vincenzo Mazzei.[6]
- Amanda y Eduardo (Amanda y Eduardo)
- (¿Por qué ciegos?)
- La demostración del amor de los niños (El espectáculo de los chicos enamorados)
- Alan y Leo (Alan y El León)
- Sueña conmigo, estrenada en el Tetaro Ópera.
- 2006/2008: El mejor país del mundo (El mejor país del mundo), estrenada primero en el Teatro Maipú, y luego en el Maipo Kabaret.
- 2007/2008: Patito feo: La historia más linda en el Teatro.